# 於福温泉
於福温泉（おふくおんせん）は、山口県美祢市（旧国長門国）にある温泉。近年は道の駅開設の影響もあり、平仮名でおふく温泉と呼ぶこともある。

## 泉質
- 単純温泉

「道の駅おふく」の入浴施設では、源泉かけ流しの加温浴槽、非加温の源泉水風呂がある。

## 周辺環境
国道316号線沿いの丘陵地にある小規模の温泉。また、国道沿いにある「道の駅おふく」でも温泉入浴が可能。

## 歴史
弘法大師が開いたという伝説が残る。昭和7年（1932）にボーリングを行い源泉が湧出した。本格的な開発は昭和29年（1954年）に合併で美祢市が誕生してからで、市によって掘削が進められ、昭和31年（1956）に公衆浴場が開設された。湯量が少なく、三軒の温泉旅館（現在は2軒）が佇む鄙びたいで湯の雰囲気を漂わせていた。しかし2000年、近隣の国道316号線沿いに「道の駅おふく」が建設され、中に温泉水を引湯した浴用施設が設けられた。2006年にボーリングを実施し、豊富な湯量を獲得したことにより、循環式から掛け流し式となり、今日に至る。

## アクセス
- 鉄道：JR美祢線於福駅下車
- 自動車：国道2号線から厚狭にて国道316号を北上。